# Mörk vitnäsa
Mörk vitnäsa (Cercopithecus nictitans) är en primat i släktet markattor som förekommer i västra centrala Afrika.

## Kännetecken
Med undantag av huvudet har arten en grå pälsfärg. Själva huvudet är mörkgrå med en vit fläck av korta hår på näsan som gav djuret sitt namn. Med en kroppslängd mellan 40 och 70 cm samt en svanslängd upp till 102 cm är mörk vitnäsa en av de större markattorna. Den genomsnittliga vikten ligger vid 6,6 kg (hannar) respektive 4,2 kg (honor) och går i sällsynta fall upp till 12 kg.

## Utbredning och habitat
Arten förekommer i två från varandra skilda områden i västra och centrala Afrika. Den första regionen ligger i Liberia samt Elfenbenskusten och den andra sträcker sig från Nigeria till Centralafrikanska republiken samt Kongo-Kinshasa. Mörk vitnäsa lever även på ön Bioko. Individerna vistas i skogar, ofta nära floder eller i områden som översvämmas tidvis men mera sällan i träskmarker.

## Levnadssätt
Individerna är aktiva på dagen och vistas främst på träd. Liksom andra markattor bildar de flockar som består av en hanne, några honor och deras ungar. Gruppens storlek varierar mellan 15 och 40 individer. Flockens medlemmar kommunicerar med olika läten och kroppsspråk, till exempel för att varna före fiender. Födan utgörs huvudsakligen av frukter och frön men de äter även blad och insekter.

## Systematik
Mörk vitnäsa bildar med diademmarkattan och några andra markattor den så kallade mitis-gruppen inom släktet. Släktskapet med arten ljus vitnäsa (Cercopithecus petaurista) är däremot mera avlägset.
Antalet underarter är omstritt. Den västra populationen listas av några zoologer som underart Cercopithecus nictitans stampflii och populationen på Bioko som C. m. martini. Wilson & Reeder (2005) samt IUCN skiljer däremot bara mellan två underarter, C. m. martini och nominatformen C. m. nictitans.

## Hot
Arten hotas främst i västra delen av utbredningsområdet och på Bioko genom skogsavverkningar och jakt. Den östra populationen är jämförelsevis stabilt och därför listas hela arten av IUCN som nära hotad (near threatened).